# 昆州
昆州，中国隋朝、唐朝设置的州。
隋文帝开皇四年（584年） 置昆州，治所在益宁县（今云南省昆明市西郊马街）。辖境约当今云南滇池周围的西北东三面、普渡河流域一带。属南宁州总管府。后废。唐高祖武德元年（618年）复置，治所在益宁县（今云南省昆明市西山区马街镇）。下辖益宁县、晋宁县（今云南省昆明市晋宁区晋城镇阳城堡故城）、安宁县（今云南省安宁市连然镇）、秦臧县（今云南省禄丰县勤丰镇古城村）。唐高宗以后为羁縻州。唐玄宗开元二十一年（733年），属姚州都督府，天宝十五载（756年）被南诏占领。